# Madlena Mahling
Madlena Mahling (auch Malinkec, Malinkowa) (* 1981 in Bautzen) ist eine deutsche Historikerin sorbischer Ethnizität. Seit 2023 ist sie Beauftragte für die Angelegenheiten der Sorben  beim Sächsischen Staatsministerium für Wissenschaft, Kultur und Tourismus.

## Leben und Wirken
Die Angaben zu ihrem Studium divergieren. Laut der Gemeinsamen Normdatei studierte Mahling Geschichte, Osteuropastudien und Russistik an der Freien Universität Berlin und der Lomonossow-Universität Moskau. Laut einem Artikel in der Zeitung Die Zeit im Jahr 2023 studierte Mahling „von 2001 bis 2008 in Berlin unter anderem die Fächer Osteuropastudien, Politikwissenschaften und Publizistik“.
Ihre Magisterarbeit am Friedrich-Meinecke-Institut der FU Berlin, betreut von Prof. Matthias Thumser, zum Thema Die mittelalterlichen Bestände des Rigaer Stadtarchivs und ihr Fortleben bis zur Gegenwart reichte Mahling 2007 ein.
Im Jahresbericht 2011 des Herder-Instituts ist Mahling als Stipendiatin „anderer Förderer und Gäste mit eigenen Mitteln“ mit der Bezeichnung „Dr. Madlena Mahling, Berlin“ für März und Juli und dem Thema Die mittelalterlichen Bestände des Stadtarchivs Reval aufgeführt. Die Dissertation (FU Berlin, Fachbereich Geschichts- und Kulturwissenschaften) zum mittelalterlichen Schriftgut des Rigaer Rats und seinem Fortbestand in der Neuzeit wurde 2013 eingereicht.
Seit 2023 ist Mahling Beauftragte für die Angelegenheiten der Sorben beim Ministerium für Wissenschaft, Kultur und Tourismus, eingeführt durch die Sächsische Staatsministerin für Kultur und Tourismus Barbara Klepsch, eine Aufgabe, in die sich Mahling seit 2020 einarbeiten konnte.

### Familie
Sie ist die Tochter von Jan Mahling (* 1956), Pfarrer und Superintendent, und Trudla (Gertrud) Malinkowa (* 1955). Sie hat drei Geschwister: Ihr Bruder Marko Malink (* 1980) ist Professor an der New York University, ihre Schwester Lubina Malinkowa (* 1982) ist Theologin und Historikerin und ihre Schwester Jadwiga Malinkowa (* 1983) ist Pfarrerin in der deutsch-sorbischen Kirchgemeinde Schleife.

## Mitgliedschaften
- Baltische Historische Kommission e.V., ordentliches Mitglied[6]

## Veröffentlichungen
- Ad rem publicam et ad ignem. Das mittelalterliche Schriftgut des Rigaer Rats und sein Fortbestand in der Neuzeit., Herder-Institut  (= Studien zur Ostmitteleuropaforschung, Band 33), Marburg/Lahn 2015, ISBN 978-3-87969-398-6.

- (beteiligt) Liv-, esth- und curländisches Urkundenbuch / 1. Abteilung. / Band 14. 1480–1483. 2020, 1. Auflage.
- (beteiligt) Reformation und Ethnizität, Sorben, Letten, Esten im 16. und 17. Jahrhundert. Bautzen, Domowina-Verlag, 2019, 1. Auflage
- (beteiligt) Liv-, esth- und curländisches Urkundenbuch / 1. Abteilung. / Band 13. 1472–1479. 2018, 1. Auflage.
- (beteiligt) Livland – eine Region am Ende der Welt? Köln, Böhlau Verlag, 2017, 1. Auflage; Konferenzschrift, 2015, Tartu.